# Communauté de communes du Martoulet
La communauté de communes du Martoulet est une ancienne communauté de communes française, située dans le département de la Haute-Vienne, en région Limousin.

## Histoire
La communauté de communes du Martoulet est créée le 23 décembre 1993.
Elle est fondue au 1er janvier 2014 dans la nouvelle Communauté de communes Briance - Sud-Haute-Vienne.

## Composition
Elle regroupait 5 communes :
- Glanges
- La Porcherie
- Meuzac
- Saint-Germain-les-Belles
- Saint-Vitte-sur-Briance